# 早川漣
早川 漣（はやかわ れん、大韓民国名：嚴 惠漣〈オム・ヘリョン〉、1987年8月24日 - ）は、大韓民国全州出身の日本のアーチェリー選手。日本体育大学卒、株式会社デンソーソリューション（旧デンソーセールス）所属。ロンドンオリンピックアーチェリー競技女子団体銅メダリスト。

## 人物
姉は北京オリンピックアーチェリー日本代表の早川浪（大韓民国名：嚴惠浪〈オム・ヘラン〉）。幼少の頃、両親が離婚したため、韓国の父方の元で育つ。アーチェリーは小学3年のときに始める。全北体育高校から実業団に進んだが、2007年に母親の日本人との再婚を契機として、先に来日していた姉を追って来日し、日本体育大学に入学。
2009年末に日本国籍を取得し、その後、大学4年生のときに日本代表に選出された。2010年全日本ターゲットアーチェリー選手権大会で初優勝。
大学卒業後の2011年4月より長崎県のスポーツ専門員として長崎県立佐世保商業高等学校に在職し、同校でアーチェリー部の副顧問を務めた。同年7月、イタリアのトリノで行われたアーチェリー世界選手権でベスト16に入り、ロンドンオリンピック個人出場枠を獲得。10月、イランのテヘランで行われたアジア選手権では個人戦で3位、女子団体で優勝、混合で準優勝。ロンドンオリンピックテストマッチ個人戦4位。
2012年6月、アメリカのユタ州オグデンで行われたロンドンオリンピック最終予選3位決定戦でグルジアを破り、最後の団体戦出場枠を獲得。
7月29日、川中香緖里、蟹江美貴とともに出場したロンドンオリンピックアーチェリー競技の女子団体3位決定戦でロシアを破り、団体戦では男女通じて日本初の銅メダルを獲得した

。個人戦は3回戦敗退。
2014年秋の長崎国体で女子団体優勝。これを最後にしばらく競技から離れる。
2015年3月、右肩痛の悪化の為引退する意向を示す。その後長崎国際大学にて指導に回る。
2016年4月、現役復帰を望む周囲の声に翻意し、チョープロの社員兼V・ファーレン長崎に所属するアーチェリー選手として活動を再開して現役復帰を宣言。東京オリンピックでアーチェリー日本代表を目指すことを明らかにした。
2017年5月、中国・上海で行われたワールドカップに出場し、個人戦で3位。
2017年6月、トルコ・アンタルヤで行われたワールドカップに出場し、団体戦で準優勝。
2017年8月、ドイツ・ベルリンで行われたワールドカップに出場し、混合で古川高晴選手と組み準優勝。
2018年6月、アメリカ・ソルトレークシティで行われたワールドカップに出場し、団体戦で3位。
2018年8月、ブルガリア・ソフィアで行われた欧州グランプリに出場し、個人戦・団体戦ともに準優勝。
2018年11月、東京オリンピックへの出場を見据え、東京・渋谷に本社を置く株式会社デンソーセールス（現：株式会社デンソーソリューション）と雇用契約締結。
2018年11月、静岡・つま恋で行われた世界選手権一次選考 兼 2019日本代表選考会に出場し２位通過
2019年2月、アメリカ・チュラビスタで行われた世界選手権二次選考をトップ通過
2019年3月、静岡・つま恋で行われた世界選手権三次選考を4位通過
2019年4月、所属先の社名が統合により「株式会社デンソーソリューション」に変更。
2019年4月、コロンビア・メデジンで行われた世界選手権最終選考（ワールドカップ予選）で日本選手4番となり、世界選手権出場権獲得ならず（上位3名が進出）。ワールドカップ決勝に出場し、個人戦9位。
2019年9月、アーチェリー公式大会「ISPS　HANDA　CUP」に出場し、団体戦3位。（個人戦は4位）
2019年10月、静岡・つま恋で行われた全日本選手権に出場し3位。
2019年11月、東京・夢の島で行われた東京五輪1次選考会に出場し1位通過。2020年ナショナルチーム代表にも選出
2019年11月、都内中学校にて講演実施
2019年12月、デンソーグループ　社員親睦イベント参加。アーチェリー体験コーナーで子供らと対決。
2020年11月、全日本選手権9年ぶり3度目の優勝。コロナ禍の中、感染対策を十分に取り行われた久々の大会で順調な調整ぶりを発揮。
2021年1月、アディダス バイ ステラ・マッカートニー最新コレクションのモデルに起用

## メディア出演歴
- 2019年1月 TBSラジオ　「中野浩一のフリートーク」に出演。[18]
- 2019年4月 スポーツ報知　「篠原信一の突撃リポート」に掲載。[19]
- 2019年5月 日本テレビ「ZIP!」に出演。King & Prince 平野紫耀と対決。[20]
- 2019年6月 愛知・岐阜地区のケーブルテレビ番組「ハイスポ」に出演。[21]
- 2020年4月 週刊朝日5/1号「引退→復活したアスリート特集」掲載
- 2020年11月 Jスポーツドキュメンタリー番組「The Real」日本女子アーチェリー特集出演
- 2021年1月 TBSテレビ「東京VICTORY」出演